# Glenea paralepida
Glenea paralepida là một loài bọ cánh cứng trong họ Cerambycidae.